# Utrymningsplan

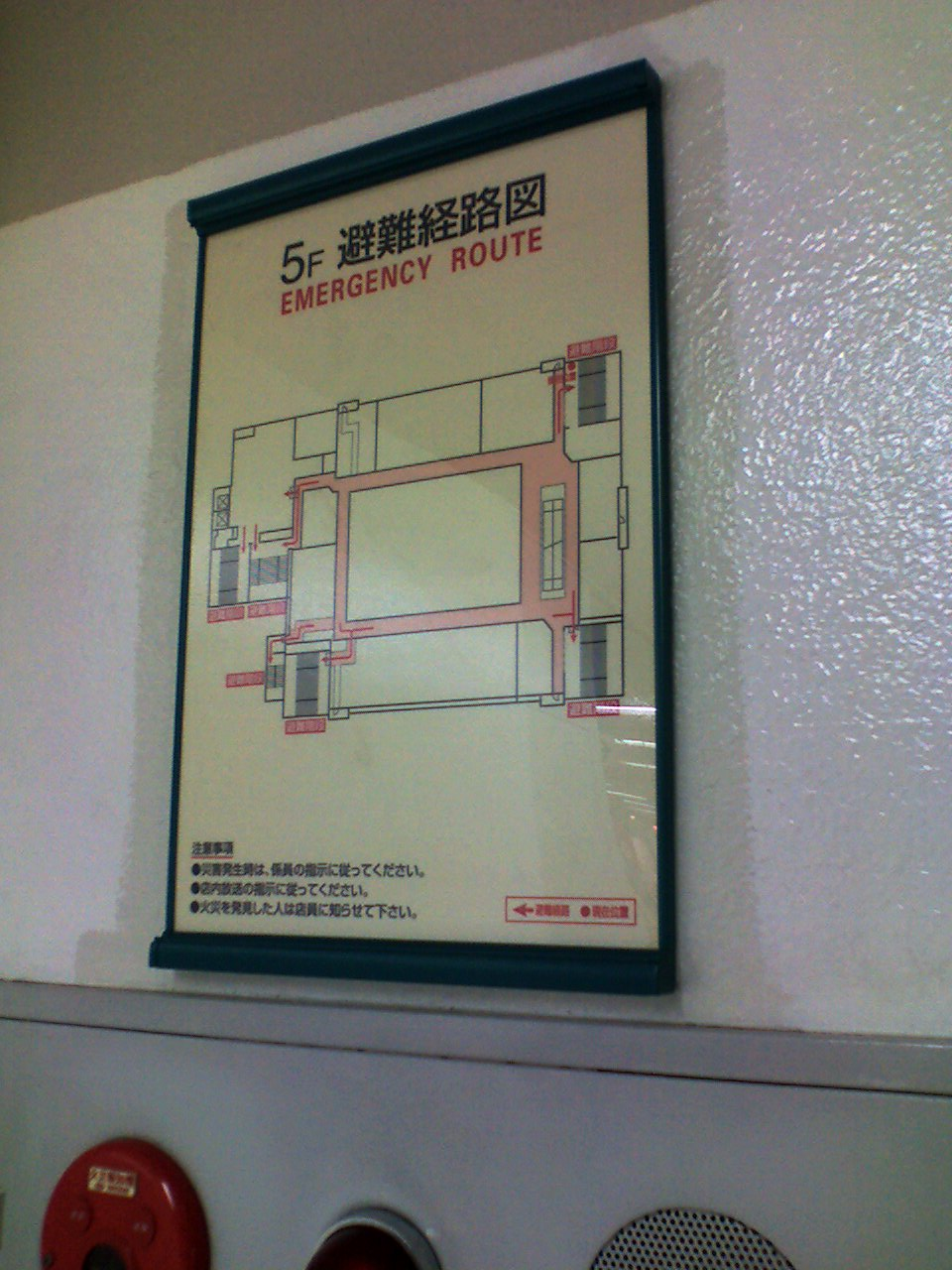
Japansk utrymningsplan

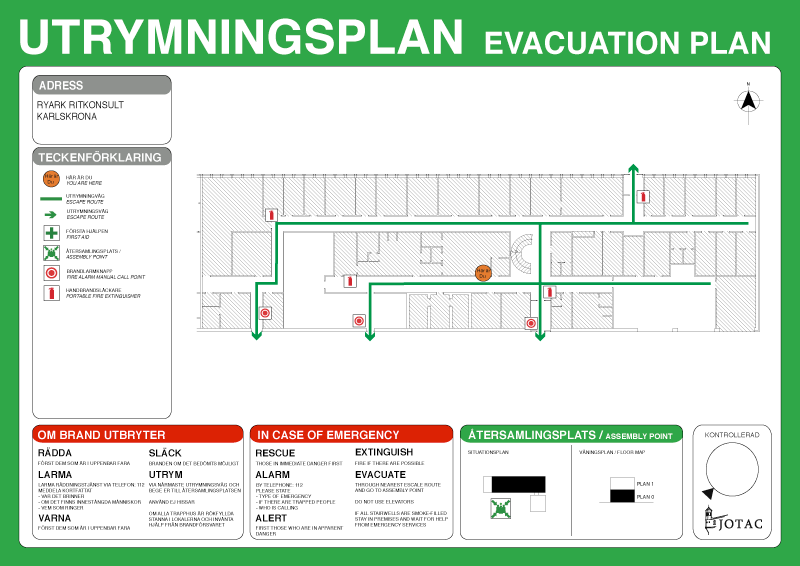
Svensk utrymningsplan

En utrymningsplan är ett anslag med en orienteringsritning där de objekt är utmärkta som är av intresse i händelse av brand eller utrymning. Exempel på sådana objekt är släckutrustning, larmknappar och utrymningsvägar. Där skall även finnas information om hur man larmar och var återsamlingsplatsen är belägen. På många svenska utrymningsplaner finns det även beskrivit om det finns en hjärtstartare i byggnaden som är utmärkt på kartan med symbolen för hjärtstartare.  

## Sverige
Svensk standard (SS 2875) för utrymningsplaner visar mer i detalj hur symbolerna skall se ut. Utrymningsplaner skall i princip finnas på varje svensk arbetsplats. Kravet är uttalat om lokalerna inte är lätt överblickbara och om inte alla där har god lokalkännedom.